# Мазное (Сумский район)
Мазное (укр. Мазне) — село,
Шпилевский сельский совет,
Сумский район,
Сумская область,
Украина.
Село ликвидировано в 1989 году .

## Географическое положение
Село Мазное находится на расстоянии до 1,5 км от сёл Визировка, Даценковка и Симоновка.
Рядом проходит автомобильная дорога Н-07.

## История
- 1989 — село ликвидировано [1].